# Chowan Hawks
Chowan Hawks, (español: los Halcones de Chowan) es el nombre de los equipos deportivos de la Universidad Chowan, situada en Murfreesboro, Carolina del Norte. Los equipos de los Hawks participan en las competiciones universitarias organizadas por la NCAA, y forman parte desde 2009 de la Central Intercollegiate Athletic Association.

## Programa deportivo
Los Hawks compiten en 7 deportes masculinos y en otros 10 femeninos:
| - Masculino - Baloncesto - Béisbol - Golf - Fútbol americano - Fútbol - Cross - Tenis | - Femenino - Baloncesto - Voleibol - Cross - Atletismo - Softball - Tenis - Bowling - Natación - Fútbol - Lacrosse |

## Instalaciones deportivas
- Helms Center es el pabellón donde disputan sus competiciones los equipos de baloncesto y voleibol. Tiene una capacidad para 2.500 espectadores y fue inaugurado en 1977.[1]

- Garrison Stadium es el estadio donde disputan sus encuentros el equipo de fútbol americano. Tiene una capacidad para 5.000 espectadores y fue inaugurado en los años 60.[2]